# Melaleuca nanophylla
Melaleuca nanophylla là một loài thực vật có hoa trong Họ Đào kim nương. Loài này được Carrick mô tả khoa học đầu tiên năm 1979.